# Argor-Heraeus
Argor-Heraeus S.A. je švýcarská firma založená v roce 1961 se sídlem ve městě Mendrisio. Zaměřuje se především na rafinaci vzácných kovů – zlata, stříbra, platiny a palladia. Patří mezi přední světové zpracovatele vzácných kovů. Ročně zpracuje až 400 tun zlata. 
Pobočky má firma v Německu, Itálii a Chile. Vlastníky jsou Heraeus, Commerzbank, Münze Österreich a management Argor-Heraeus. V roce 1961 byl Argor-Heraeus akreditován londýnskou burzou drahých kovů LBMA mezi výrobce zlata s označením „good delivery“.
V roce 2017 byl Argor-Heraeus převzat společností Heraeus Precious Metals.

## Produkty
Argor-Heraeus produkuje zejména ražené slitky z drahých kovů hmotnostech 1 g, 2 g, 5g, 10 g, 20 g a 1 oz (31,1 g), 50 g, 100 g a odlévané cihly o hmotnostech 250 g, 500 g a 1000 g.
Zlaté cihly Argor-Heraeus mají ryzost 999,9/1000 (ryzí 24karátové zlato).